# Minotaur: The Labyrinths of Crete
Minotaur: The Labyrinths of Crete är ett datorrollspel för Macintosh som kom ut 1992. Det liknar de flesta andra datorrollspelen som släpptes vid samma tid, men skilde sig åt genom att spelarna endast kunde spela i nätverk.